# 临泽红西路军烈士陵园
临泽红西路军烈士陵园，位于中国甘肃省张掖市临泽县滨河南路，为一个省级文物保护单位，类型为近现代重要史迹及代表性建筑。临泽红西路军烈士陵园的历史年代为现代。
2016年第八批省保“汪家墩红西路军战斗旧址”并入，名称变更为临泽红西路军战斗旧址及烈士陵园。